# Design inteligente
O desenho inteligente, design inteligente ou projeto inteligente (em inglês Intelligent Design) é uma hipótese pseudocientífica, baseada na assertiva de que certas características do universo e dos seres vivos são mais bem explicadas por uma causa inteligente, e não por um processo não-direcionado (e não estocástico)  como a seleção natural; e que é possível a inferência inequívoca de projeto sem que se façam necessários conhecimentos sobre o projetista, seus objetivos ou sobre os métodos por esse empregados na execução do projeto.
Embora seus defensores neguem conexões a questões religiosas, quase sempre enfatizando-o como imbuído de caráter puramente científico, o desenho inteligente retém em seus alicerces uma forma moderna do tradicional argumento teleológico para a existência de Deus, modificado para evitar especificações sobre a natureza ou identidade do criador. A ideia foi inicialmente elaborada por um grupo de criacionistas americanos que reformularam o argumento em face à controvérsia da criação versus evolução para contornar a legislação americana que proíbe o ensino do criacionismo nas escolas como se esta hipótese fosse equiparável às teorias científicas; e gradualmente espalhou-se por diversos países e continentes. Seus defensores mais contundentes, todos eles associados ao Discovery Institute, sediado nos Estados Unidos, acreditam que o criador é o Deus do cristianismo. No Brasil o movimento encontra-se atualmente representado entre outros pela Sociedade Brasileira do Design Inteligente, que em seu primeiro manifesto, de forma aparentemente contraditória, reconhece que a teoria que defende não encontra apoio entre a maioria no meio acadêmico e posiciona-se contra o ensino do Desenho Inteligente em escolas públicas e privadas (confessionais ou não) em vista do cenário global atualmente configurado. Em 2017 a Universidade Presbiteriana Mackenzie e o Discovery Institute estabeleceram parceria de divulgação do design inteligente no Brasil e criaram o "Núcleo Discovery-Mackenzie". 
Segundo os principais defensores, sua pesquisa é análoga à de detetives que, diante de uma pessoa morta, buscam sinais de que aquele evento não foi acidental (ou que isto é, de fato, impossível), indicando que há um assassino. Seus pesquisadores buscam no mundo natural - e principalmente em estruturas biológicas - sinais de planejamento, funcionalidade e propósito. Assumindo a veracidade da premissa, tais pesquisadores alegam que, se os detetives concluem inequivocamente que há um criminoso mesmo sem conhecer os motivos que o impeliram ou sem saber quem ele é, eles também podem concluir que há uma criação sem dispor de dados adicionais sobre o criador. De acordo com os críticos, entretanto, as pesquisas atreladas ao desenho inteligente focam-se apenas na busca por evidências (biológicas) favoráveis e não nas consequências de todas as descobertas e evidências; violando os preceitos do Método Científico em diversos pontos. Defensores da criação inteligente alegam que ela seja uma teoria científica, e buscam fundamentalmente redefinir a ciência para que a mesma aceite explicações sobrenaturais.
O consenso da comunidade científica é de que a criação inteligente não é ciência, mas na verdade pseudociência. A Academia Nacional de Ciências dos Estados Unidos já declarou que o "criacionismo, design inteligente e outras alegações de intervenção sobrenatural na origem da vida" não são ciências porque elas não podem ser testadas por métodos científicos. A Associação de Professores de Ciências dos Estados Unidos e a Associação Americana para o Avanço da Ciência igualmente a classificaram como pseudociência.  A Sociedade Brasileira de Genética publicou oficialmente que não há qualquer respaldo científico no design inteligente e em outras teorias criacionistas, explicando que esta posição é consensual na comunidade científica. A Sociedade Brasileira para o Progresso da Ciência (SBPC) também já manifestou-se contra o posicionamento e ensino como ciência de teorias criacionistas, entre as quais o desenho inteligente, o mesmo o fazendo o Ministério da Educação e Cultura (MEC). Há inúmeros outros organismos científicos que rejeitam o design inteligente. O biólogo Richard Dawkins afirma que o design inteligente é um tipo de negacionismo semelhante ao negacionismo do Holocausto.
Não obstante às críticas, os defensores do desenho inteligente mantiveram-se e mantém-se firmes em defesa de seus ideais, sobretudo nos Estados Unidos; por vezes perpetrando disputas épicas não apenas em âmbito sócio-cultural mas também em âmbitos legislativo e jurídico. Recentemente tornaram-se notórios o "Julgamento do Macaco", termo usado para se referir ao caso contra o professor de biologia John Thomas Scopes, de 25 anos, acusado de ensinar a teoria da evolução em uma escola pública na cidade norte americana de Dayton (1925) e também o caso Kitzmiller versus Dover Area School District (2005), onde um grupo de pais e professores interpôs processo contra o conselho escolar da cidade de Dover por exigir o ensino do Design Inteligente como alternativa à evolução biológica em aulas de ciências da instituição.

## Visão geral
O termo "design inteligente" começou a ser usado após a sentença de 1987 da Suprema Corte dos Estados Unidos no caso Edwards v. Aguillard que decidiu que a exigência de ensinar a "Ciência da Criação" ao lado da evolução era uma violação da Cláusula de Estabelecimento, que proíbe a ajuda estatal à religião. No caso Edwards, a Suprema Corte também havia decidido que "ensinar uma variedade de teorias científicas sobre as origens da humanidade para estudantes pode ser validamente feito com a clara intenção secular de melhorar a efetividade da instrução científica". Em esboços do livro didático de ciência criacionista "Of Pandas and People", praticamente todas as derivações da palavra "criação", como "criacionismo", foram substituídas com as palavras "design inteligente". O livro foi publicado em 1989, seguido por uma campanha promovendo-o para ser usado no ensino do design inteligente em classes de biologia do ensino médio do sistema público.
A mesma sentença judicial da Suprema Corte influenciou o jurista aposentado Phillip E. Johnson, em seu livro de 1991 "Darwin on Trial" (Darwin no banco dos réus), a defender a redefinição da ciência para que a mesma permitisse alegações de criação sobrenatural. Um grupo incluindo Michael Behe, Stephen C. Meyer e William Dembski juntou-se a Johnson com o objetivo de derrubar o naturalismo metodológico do método científico (que ele descreveu como "materialismo") e o substituí-lo com o "realismo teísta" através do que foi subsequentemente chamado de "estratégia da cunha" (wedge strategy). Behe contribuiu para a revisão de 1993 do livro "Of Pandas and People", criando os alicerces das ideias que ele posteriormente nomearia de "complexidade Irredutível". Em 1994 Meyer contatou o Discovery Institute, e no ano seguinte eles obtiveram financiamento para criar o Centro para a Renovação da Ciência e Cultura, com o propósito de promover a busca do movimento do design inteligente por apoio político e público para o ensino do "design inteligente" como uma alternativa a evolução baseada na criação, particularmente nos Estados Unidos.
O design inteligente é apresentado como uma alternativa às explicações naturais para a origem e diversidade da vida. Ela se situa em oposição à ciência biológica convencional, que depende do método científico para explicar a vida através de processos observáveis como mutações e a seleção natural.  O propósito declarado do design inteligente é o de investigar se as evidências empíricas existentes implicam ou não que a vida na Terra precisou ser concebida por um agente ou agentes inteligentes. William Dembski, um dos principais defensores do design inteligente, já afirmou que a alegação fundamental do design inteligente é que "existem sistemas naturais que não podem ser adequadamente explicados em termos de forças naturais não-direcionais e que exibem características que em qualquer outra circunstância nós atribuiríamos à inteligência." No manifesto do Discovery Institute que vazou para a mídia e ficou conhecido como o "Documento da Cunha" (Wedge Document), entretanto, era dito aos defensores do movimento que:
Defensores do Design Inteligente procuram por evidências do que eles chamam de "sinais de inteligência": propriedades físicas de um objeto que apontam para um projetista (designer) (veja: argumento teleológico). Por exemplo, defensores do design inteligente argumentam que um arqueólogo que encontra uma estátua feita de pedra em um campo pode justificavelmente concluir que a estátua foi projetada, e pode sensatamente tentar identificar o conceptor. O arqueólogo não estaria, entretanto, justificado ao fazer a mesma alegação baseado em um pedregulho irregular do mesmo tamanho. Defensores do design inteligente argumentam que sistemas vivos apresentam grande complexidade, a partir do que eles podem inferir que alguns aspectos da vida são projetados.
Eles também afirmam que embora as evidências que possam apontar para a natureza de uma "causa ou agente inteligente" possam não ser diretamente observadas, seus efeitos na natureza podem ser detectados. Dembski, em seu livro "Signs of Intelligence" (Sinais de inteligência), afirma: "Defensores do design inteligente consideram-no como um programa de pesquisa científica que investiga os efeitos de causas inteligentes... e não causas inteligentes per se". Em sua opinião, ninguém pode testar a identidade de influências exteriores a um sistema fechado, de dentro do sistema fechado, logo questão relacionadas à identidade do designer caem fora do âmbito do conceito. Em 20 anos desde que o design inteligente foi formulado, nenhum teste rigoroso que possa identificar os alegados efeitos foi proposto. Nenhum artigo apoiando o design inteligente já foi publicado em periódicos científicos revisados por pares, e nem o design inteligente já foi o sujeito de estudo de qualquer pesquisa ou estudo científico.

## Origens do conceito
Filósofos e cientistas vêm debatendo há um longo tempo se a complexidade da natureza indica a existência de designer/projetista(s) natural/sobrenatural. Entre os primeiros argumentos atestados para a existência de um projetista do Universo estão aqueles documentados na filosofia grega. No século IV a.C., Platão propôs um "demiurgo" que era bom e sábio como o criador e primeira causa do cosmos, em seu tratado Timeu. Aristóteles também desenvolveu a ideia de um criador-designer do cosmos, frequentemente chamado de "Motor Imóvel", em seu trabalho filosófico Metafísica. Em De Natura Deorum, ou "Sobre a Natureza dos Deuses" (45 a.C.), Cícero afirmou que "o poder divino deve ser encontrado no princípio de uma razão que permeia toda a natureza".
O uso dessa linha de raciocínio aplicado a um projetista sobrenatural veio a ser conhecida como o argumento teleológico para a existência de Deus. As formas mais notáveis desse argumento foram expressas no século XIII por Tomás de Aquino em sua obra Suma Teológica, sendo o design a quinta das cinco provas de Aquino para a existência de Deus, e por William Paley em seu livro Teologia Natural (1802). Paley usou a analogia do relojoeiro, que é usada até hoje em argumentos relacionados ao design inteligente. No início do século XIX, tais argumentos levaram ao desenvolvimento do que era chamado na época de teologia natural, o estudo da natureza como um meio para entender a "mente de Deus". Esse movimento deu combustível a paixão pela coleta de fósseis e outros espécimes biológicos, o que eventualmente levou ao desenvolvimento da teoria da evolução das espécies proposta por Darwin. Um raciocínio similar, postulando um designer divino é apoiado atualmente por muitos adeptos do que é conhecido como evolucionismo teísta, que consideram a ciência moderna e a teoria da evolução completamente compatíveis com o conceito de um designer sobrenatural.
O design inteligente no final do século XX e no início do XXI pode ser visto como um desenvolvimento moderno da teologia natural que busca mudar as bases da ciência e minar a teoria evolucionária. Uma vez que a teoria da evolução expandiu-se para explicar mais fenômenos, os exemplos que eram usados como evidências do design mudaram ao longo dos anos. Mas o argumento essencial permanece o mesmo: sistemas complexos implicam um designer. Exemplos oferecidos no passado incluem o olho (sistema óptico) e asas com penas; exemplos contemporâneos são em sua maioria bioquímicos: funções de proteínas, coagulação sangüínea, e o flagelo bacteriano (veja Complexidade Irredutível).
Barbara Forrest descreve o movimento do design inteligente sendo iniciado em 1984 quando a organização de Jon A. Buell, a "Foundation for Thought and Ethics" (FTE) (Fundação para o Pensamento e Ética) publicou "The Mystery of Life's Origin" (O Mistério da Origem da Vida) por criacionista Charles B. Thaxton. Em março de 1986 uma crítica literária de Stephen C. Meyer descreveu o livro dizendo que o mesmo usava a teoria da informação para sugerir que as mensagens transmitidas por DNA na célula mostram "complexidade especificada", especificada por uma inteligência, precisando assim ter uma origem com um agente inteligente. Em novembro do mesmo ano, Thaxton descreveu seu raciocínio como uma forma mais sofisticada do argumento de Paley a partir do design. Na conferência "Sources of Information Content in DNA" de 1988 ele disse que sua visão de uma causa inteligente era compatível tanto com o naturalismo metafísico quanto com o supernaturalismo, e o termo design inteligente surgiu.
O design inteligente deliberadamente não tenta identificar ou nomear as especificações do agente da criação - ele meramente afirma que um (ou mais) deve existir. Embora o design inteligente não nomeie o criador, os líderes do movimento do design inteligente já afirmaram que o criador é o Deus cristão. Entretanto, a relutância em especificar a identidade do criador em discussões públicas tem sido um tema de grande debate entre defensores e críticos da teoria da criação inteligente. De um lado, defensores sugerem que de fato essa é uma característica genuína do conceito; do outro, os críticos afirmam que é somente uma postura tomada para evitar a alienação daqueles que desejam separar a religião do ensino da ciência. A sentença judicial no caso Kitzmiller v. Dover Area School District concluiu que a segunda posição era o caso.

## Origens do termo
Antes da publicação do livro "Of Pandas and People" em 1989, as palavras "design inteligente" haviam sido usadas em várias ocasiões como uma expressão descritiva em contextos que não estavam relacionados com seu uso moderno. A frase "design inteligente" pode ser encontrada em uma edição de 1847 da revista Scientific American, e em um livro de 1850 escrito por Patrick Edward Dove,, e até em uma carta de Charles Darwin datada de 1861. A frase foi usada pelo botânico Paleyita George James Allman em um discurso no encontro anual da Associação Britânica para o Avanço da Ciência de 1873:
A frase pode ser encontrada novamente em Humanism, um livro de 1903 escrito por um dos fundadores do pragmatismo clássico, F.C.S Schiller: "Não será possível descartar a suposição de que o processo da evolução pode ser guiado por um design inteligente". Uma derivação da frase aparece na Enciclopédia Macmillian de Filosofia (Macmillan Encyclopedia of Philosophy, 1976) no artigo intitulado Teleological argument for the existence of God (Argumento Teleológico para a existência de Deus). Descrito sucintamente, o argumento desenrola-se assim: "O mundo exibe ordem teleológica (design, adaptação). Logo, ele foi produzido por um designer inteligente". As frases "design inteligente" e "projetado inteligentemente" foram usadas no livro "Chance ou Design?" (Acaso ou Design?) de 1979 escrito por James Horigan e a frase "design inteligente" foi usada em um discurso de Sir Fred Hoyle de 1982 em sua campanha promovendo a panspermia.
O uso moderno das palavras "design inteligente", como um termo para descrever um campo de inquirimento, inaugurou-se após a Suprema Corte dos Estados Unidos, no caso de Edwards v. Aguillard (1987), ter decidido a inconstitucionalidade da adição do criacionismo no currículo de aulas de ciência de escolas públicas. Um relatório do Discovery Institute afirma que Charles Thaxton, editor de "Of Pandas and People", havia tomado a frase de um cientista da NASA, e pensara "Isso é exatamente o que eu preciso, é um bom termo de engenheiro". Em esboços do livro mais de cem usos da palavra raiz "criação" (creation), como “criacionismo” e “ciência da criação”, foram alterados, quase sem exceção, para “design inteligente”, enquanto que “criacionistas” foram substituídos por “proponentes do design" (design proponents) ou, em um caso, "cdesign proponentsists" [sic] (um erro realizado por um corretor ortográfico automático que substituía as palavras "creationists" pelo termo "design proponents" e acabou unificando-as ao invés de substituir a segunda pela primeira). Em 1988 Thaxton organizou uma conferência intitulada "Sources of Information Content in DNA" em Tacoma, Washington, e em dezembro decidiu usar o termo "design inteligente" para o seu novo movimento criacionista. Stephen C. Meyer estava presente na conferência, e posteriormente lembrou-se que o "termo foi mencionado". O livro "Of Pandas and People" foi publicado em 1989, e é considerado o primeiro livro sobre o design inteligente, e também como o primeiro lugar onde a frase "design inteligente" aparece com seu significado atual.

## Conceitos integrais

### Complexidade irredutível

Detalhe do mecanismo presente em um flagelo celular.
Para os defensores do Design Inteligente, algumas estruturas biológicas não podem ser explicadas pela seleção natural

O termo "complexidade irredutível" foi introduzido pelo bioquímico Michael Behe, que o define como “um sistema único composto de várias partes compatíveis que interagem entre si e que contribuem para sua função básica, onde a remoção de uma das partes faria com que o sistema efetivamente cessasse de funcionar".
Behe usa a analogia de uma ratoeira para ilustrar esse conceito. Uma ratoeira consiste de vários pedaços integrantes - a base, o pegador, a mola e o martelo - partes que precisam estar no lugar para que a ratoeira funcione. A remoção de qualquer um dos pedaços destrói a função da ratoeira. Defensores do design inteligente afirmam que a seleção natural não poderia criar sistemas irredutivelmente complexos, porque a função seletiva só está presente quando todas as partes estão montadas juntas. Behe argumenta que mecanismos biológicos irredutivelmente complexos incluem o flagelo bacteriano da E.coli, a cascata da coagulação do sangue, o cílio, e o sistema imune adaptativo.
Críticos apontam que o argumento da complexidade irredutível assume que as partes necessárias do sistema sempre foram necessárias e consequentemente não poderiam ter sido adicionadas sequencialmente. Uma forma de testar a ideia de que sistemas biológicos são irredutivelmente complexos seria comparar vários organismos para estimar a idade de surgimento dos diversos componentes moleculares de sistemas complexos. Se os componentes tivessem todos sido "criados" ao mesmo tempo, como argumenta Behe, deveríamos encontrar uma origem conjunta destas moléculas. Mas ao contrario, a biologia evolutiva e molecular vem fornecendo diversas evidencias de que sistemas complexos surgem em etapas. Argumenta-se que algumas partes que são inicialmente só um pouco vantajosas podem posteriormente se tornar necessárias à medida que outros componentes mudam. Além disso, eles argumentam, a evolução frequentemente procede alternando partes preexistentes ou as removendo do sistema, ao invés de sempre adicioná-las . Isso é algumas vezes chamado de "objeção do andaime", criando uma analogia com andaimes, que podem suportar um prédio "irredutivelmente complexo" até que o mesmo seja completado e possa sustentar a si mesmo. Behe admitiu, ter usado uma "prosa irregular", e que seu "argumento contra o Darwinismo não se sustenta à prova lógica". A complexidade irredutível permanece um argumento popular entre defensores do design inteligente; no julgamento de Dover, a corte decidiu que "A alegação do Professor Behe para a complexidade irredutível foi refutada em artigos de pesquisa revisados por pares e foi rejeitado pela comunidade científica em geral".

### Complexidade especificada
Em 1986 o químico criacionista Charles Taxon usou o termo "complexidade especificada", proveniente da teoria da informação, quando alegava que mensagens transmitidas pelo DNA na célula eram especificadas por uma inteligência, logo originaram-se de um agente inteligente.
O conceito de "complexidade especificada" do design inteligente foi desenvolvido na década de 1990 pelo matemático, filósofo, e teólogo William Dembski. Dembski afirmava que quando alguma coisa exibia complexidade especificada (ou seja, complexo e "especificado", simultaneamente), poderíamos inferir que ela foi produzida por uma causa inteligente (ou seja, que foi projetada) ao invés de ser o resultado de processos naturais. Ele fornece os seguintes exemplos: "Uma única letra do alfabeto é especificada sem ser complexa. Uma sentença longa de letras aleatória é complexa sem ser especificada. Um soneto shakespeariano é tanto complexo quando especificado.". Ele afirma que detalhes de seres vivos podem ser similarmente caracterizados, especialmente os "padrões" de seqüências moleculares em moléculas biológicas funcionais como o DNA.

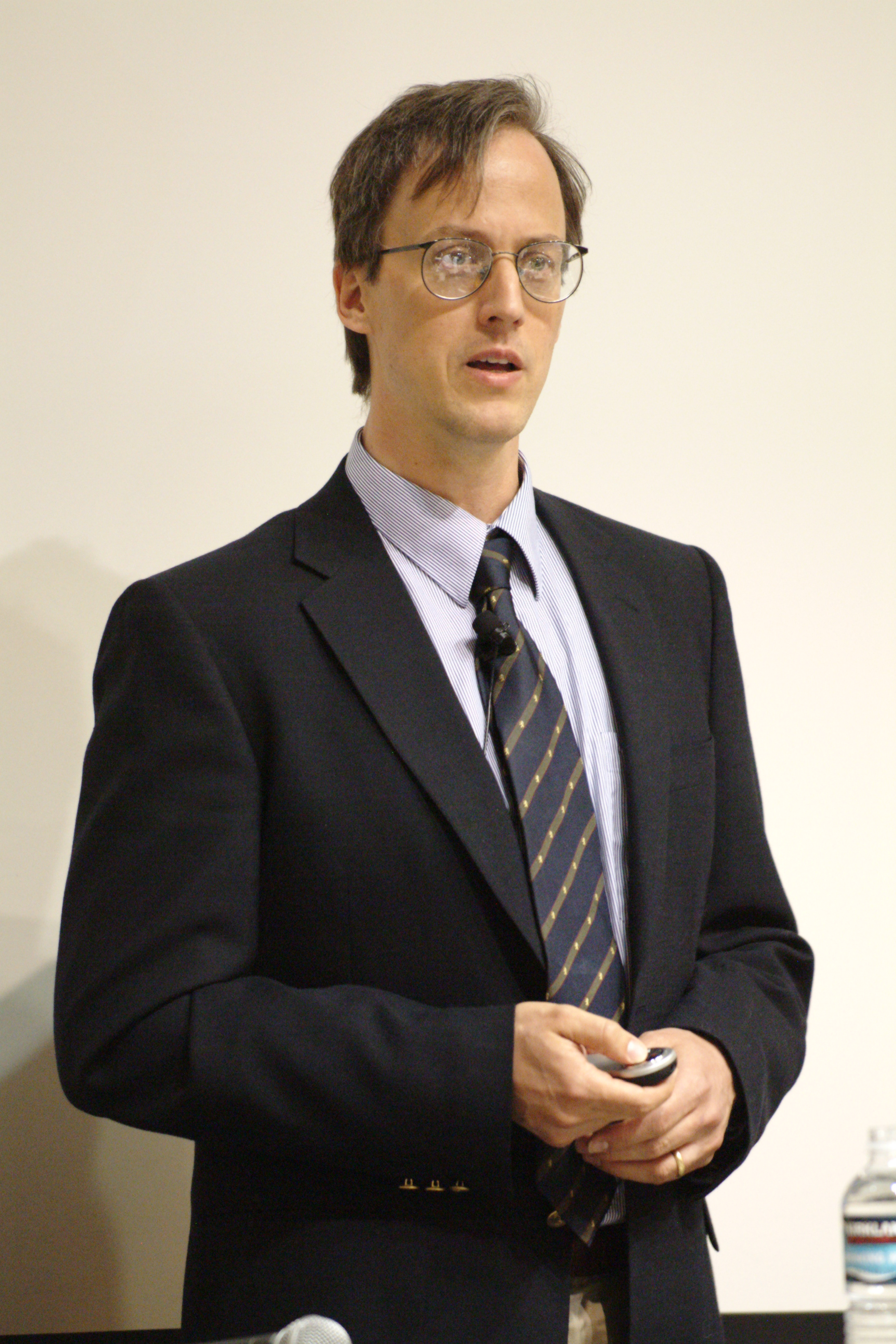
William Dembski propôs o conceito de complexidade especificada.

Dembski define sua informação especificada complexa (IEC) como qualquer coisa com menos de 1 em 10150 chance de ocorrer ao acaso (naturalmente). Críticos afirmam que isso caracteriza o argumento como uma tautologia: informação especificada complexa não pode ocorrer naturalmente porque Dembski a definiu assim, logo a verdadeira questão foca-se em saber se as IECs realmente existem na natureza ou não.
A solidez conceitual do argumento da complexidade especificada/IEC de Dembski é largamente desacreditada pelas comunidades científica e matemática. A complexidade especificada ainda não foi demonstrada como tendo vastas aplicações em outros ramos de estudo como alegado por Dembski. John Wilkins e Wesley Elsberry caracterizam o "filtro explanatório" de Dembski como eliminativo, porque ele elimina explicações sequencialmente: primeiro regularidade, depois acaso, e finalmente caindo em default para o design. Eles argumentam que esse procedimento é falho como um modelo de inferência científica porque a maneira assimétrica com que trata possíveis explicações diferentes o torna propenso a tirar falsas conclusões.
Richard Dawkins, outro crítico do design inteligente, argumenta em "Deus, um delírio" que permitir que um designer inteligente seja levado em conta para explicar a complexidade improvável somente adia o problema, uma vez que tal criador teria que ser pelo menos tão complexo quanto a coisa criada..
Outros cientistas também argumentaram que a evolução por meio da seleção natural é mais capacitada para explicar a complexidade observável, como é evidente pelo uso da evolução seletiva para projetar a eletrônica de certos sistemas automotivos e aeronáuticos que são considerados problemas complexos demais para os "designers inteligentes" humanos. Isto, apesar destes métodos usarem a inteligência humana para definir a aptidão dos resultados obtidos tornando o método teleológico, ou seja, com um proposito muito bem definido por um "designer inteligente", análogo ao argumento teleológico.

### Universo bem afinado
Defensores do design inteligente ocasionalmente propõem argumentos fora do ramo da biologia, mais notavelmente um argumento baseado no conceito das "constantes universais bem afinadas", que tornam possíveis a existência da matéria e da vida, e portanto alegando que as constantes não devem ser solenemente atribuídas ao acaso (processos naturais). Essas incluem os valores das constantes físicas fundamentais, a força relativa das forças nucleares, o eletromagnetismo, a gravidade entre partículas fundamentais, também como as taxas das massas de tais partículas. Defensor do design inteligente e filiado do Centro para Ciência e Cultura, Guillermo Gonzales argumenta que se qualquer um desses valores fosse até minimamente diferente, o universo seria dramaticamente diferente, tornando impossível a formação de muitos elementos químicos e de estruturas características do Universo, como galáxias. Logo, defensores argumentam, um designer inteligente da vida foi necessário para garantir que as características específicas se dessem presentes, caso contrário a vida seria, em termos práticos, impossível de ter existido.
Embora a alegação seja perfeitamente viável para a filosofia (lógica) e pela matemática (probabilidade), a grande maioria dos cientistas responde a esse argumento apontando que o mesmo não pode ser testado e, consequentemente, não é cientificamente produtivo. Alguns cientistas argumentam que mesmo quando tomados como uma mera especulação, esses argumentos são parcamente suportados por evidências existentes. Victor J. Stenger e outros críticos afirmam que tanto o design inteligente quanto a forma fraca do princípio antrópico são essencialmente uma tautologia; em sua opinião, esses argumentos se sustentam na alegação de que a vida é capaz de existir porque o Universo é capaz de suportar vida. A alegação da improbabilidade de um universo que é capaz de suportar vida também foi criticada como sendo um argumento pela falta de imaginação por assumir que nenhuma outra forma de vida além da nossa é possível. A vida como conhecemos poderia não ter existido se as constantes fossem diferentes, mas uma forma de vida diferente poderia ter se formado no nosso lugar. No entanto, tal alegação, na mesma proporção da primeira, não possui uma única evidência e, de fato, todas as formas de vidas conhecidas são baseadas em carbono, tornando tal resposta pura especulação e, notadamente, "infalsiável", daí não-científica. Um número de críticos também sugere que muitas das variáveis apontadas parecem ser bem interconectadas e que cálculos feitos por matemáticos e físicos sugerem que a emergência de um universo similar ao nosso é bem provável O notável de tal alegação é que a mesma inter-relação entre muitas das variáveis apontadas também é utilizada pelos próprios defensores do Design Inteligente como uma evidência pelo design. Além disso, a teoria do multiverso é comumente defendida por cientistas (incluindo Stephen Hawking e Richard Dawkins) como uma possível explicação que refutaria a suposta necessidade de um Criador por trás do universo bem definido, alegando que a existência de vários universos além do nosso tornaria extremamente possível que num deles houvesse vida. Defensores do DI desconsideram esta hipótese alegando que esta proposta não só não é falsiável (daí não-científica), como também não possui nenhuma evidência que a suporte (ou seja, não passa de especulação imaginativa). Além do mais, levantaria a questão cosmológica de como estes universos teriam surgido (expressado na pergunta "o que/quem inventou a 'máquina de produzir universos?'"), voltando ao problema das origens.
Defensor do design inteligente, Granville Sewell já afirmou que a evolução de formas complexas de vida representa uma diminuição da entropia, consequentemente violando a segunda lei da termodinâmica e apoiando o design inteligente. Isso, entretanto, é uma equivocação dos princípios da termodinâmica. A segunda lei da termodinâmica aplica-se a sistemas fechados somente. Se esse argumento fosse verdadeiro, seres vivos não conseguiriam crescer, já que isso também seria uma diminuição da entropia. Entretanto, como na evolução, o crescimento de seres vivos não viola a segunda lei da termodinâmica, porque seres vivos não são sistemas fechados - eles possuem uma fonte externa de energia (por exemplo, comida, oxigênio, luz do sol) cuja produção depende de um aumento liquido da entropia.

### Criador inteligente
Argumentos a favor do design inteligente são formulados em termos seculares e intencionalmente evitam identificar o agente (ou agentes) que eles positam. Embora não afirmem que Deus seja o criador, o criador é frequentemente e implicitamente hipotetizado como tendo intervindo de uma maneira que somente um deus poderia intervir. Dembski, em "The Design Inference" (A Inferência do Design), especula que uma cultura alienígena poderia preencher os requisitos de um designer. A descrição autoritativa do design inteligente, entretanto, explicitamente afirma que o universo demonstra características de ter sido projetado. Reconhecendo o paradoxo, Dembski conclui que "nenhum agente inteligente que é estritamente físico poderia ter presidido a origem do universo ou a origem da vida". Os principais defensores do design inteligente já fizeram declarações de que eles acreditam que o designer seja o Deus cristão, em contraste exclusão de todas as outras religiões.
Além do debate sobre se o design inteligente é ou não científico, um número de críticos chegam até a argumentar que a evidência existente torna a hipótese de um design bem improvável, independentemente de seu status no mundo científico. Por exemplo, Jerry Coyne, da Universidade de Chicago, pergunta por que um designer teria "nos dado os caminhos para a produção de vitamina C, mas então a destruído ao desativar uma de suas enzimas" e por que ele ou ela não iria "empilhar ilhas oceânicas com répteis, mamíferos, anfíbios e água fresca, apesar da adequação de tais ilhas para essas espécies". Coyne também aponta o fato da "flora e a fauna dessas ilhas lembram as da terra continental mais próxima, mesmo quando os ambientes são bem diferentes" como evidência de que espécies não foram colocadas lá por um designer. Anteriormente, no livro A Caixa Preta de Darwin, Behe argumentou que nós somos simplesmente incapazes de entender os motivos do designer, logo tais questões não podem ser respondidas definitivamente. Criações estranhas poderiam, por exemplo, "ter sido colocadas lá por um designer... por razões artísticas, para se mostrar, por algum motivo prático ainda não determinado, ou por alguma razão desconhecida". Coyne responde que, à luz da evidência, "ou a vida resultou não de um design inteligente, mas da evolução; ou o designer inteligente é um brincalhão cósmico que projeta tudo para que o mesmo pareça ter evoluído".
Assertar a necessidade de um criador para a complexidade também levanta a seguinte questão de "Quem criou o criador?" Defensores do design inteligente afirmam que essa questão é irrelevante ou fora do escopo do design inteligente. Richard Wein contra-argumenta que as perguntas não respondidas que uma teoria cria "precisam ser balanceadas contra o aperfeiçoamento de nosso entendimento do que a explicação fornece". Invocar um ser inexplicável para explicar a origem de outros seres (nós mesmos) não passa de petição de princípio. “A nova questão levantada pela explicação é tão problemática quanto a questão que a explicação pretende responder”. Richard Dawkins vê a assertação de que o designer não precisa ser explicado, não como uma contribuição ao conhecimento, mas como um "clichê exterminador de pensamento". Na ausência de evidências observáveis e mensuráveis, a própria questão "Quem criou o criador?" leva a uma regressão infinita de onde defensores do design inteligente só podem escapar ao recorrer ao criacionismo religioso ou à contradição lógica.

## Movimento

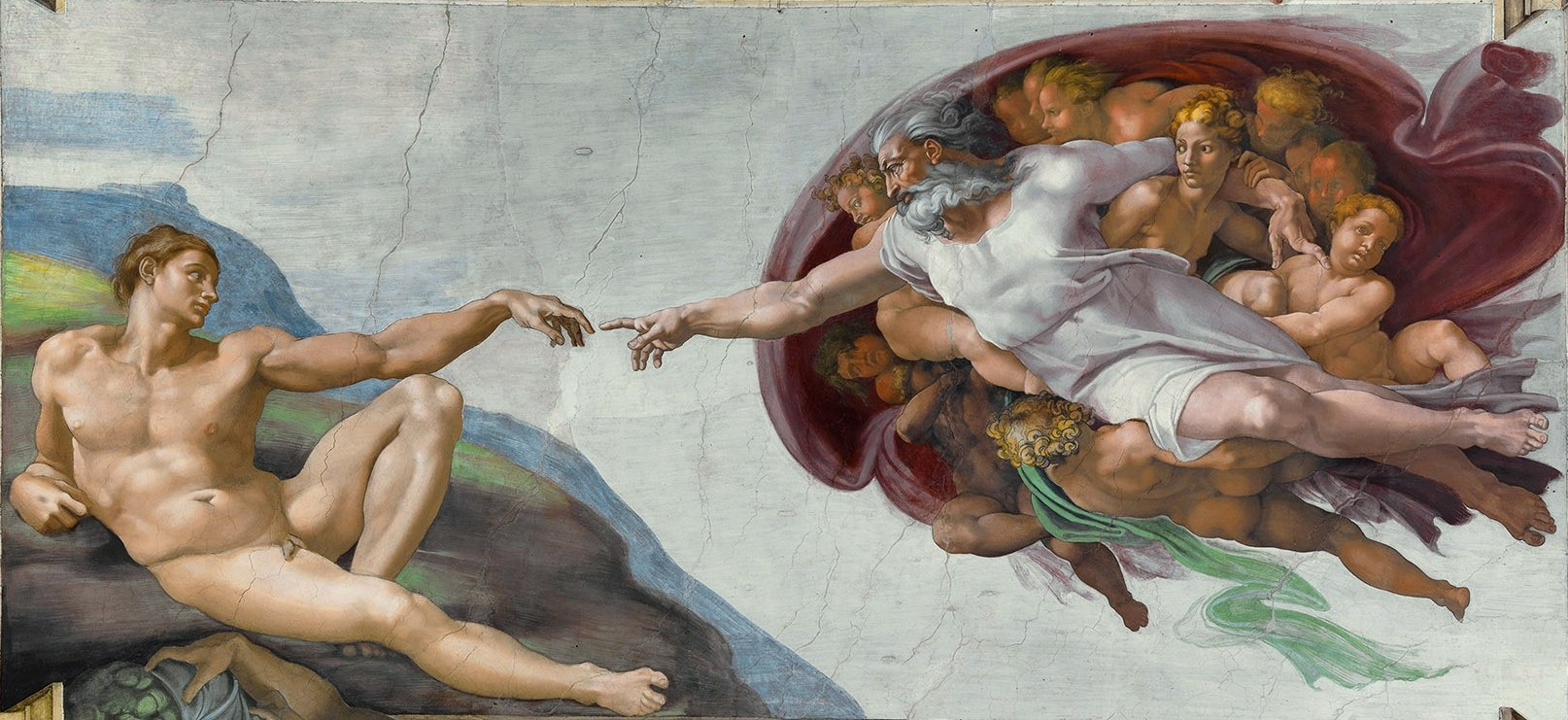
O Centro para a Renovação da Ciência e Cultura do Discovery Institute usou banners baseados no afresco "A Criação de Adão" da Capela Sistina. Posteriormente uma imagem menos religiosa foi usada, e o centro foi renomeado para Centro para Ciência e Cultura.

O movimento do design inteligente é um rebento direto do criacionismo da década de 1980. As comunidades científica e acadêmica, junto com a corte Federal Americana, consideram o design inteligente como uma forma de criacionismo ou como um descendente direto que é estreitamente interligado com o criacionismo tradicional; e vários autores referem-se explicitamente a ele como "criacionismo do design inteligente".
O movimento é sediado no "Center for Science and Culture" (CSC) ou Centro para Ciência e Cultura em português, estabelecido em 1996 como o braço criacionista do Discovery Institute para promover seus objetivos religiosos que clamam por amplas mudanças sociais, acadêmicas e políticas. As campanhas do design inteligente do Discovery Institute ocorrem principalmente nos Estados Unidos, embora esforços tenham sido realizados para promover o DI em outros países . Os líderes do movimento afirmam que o design inteligente expõe as limitações da ortodoxia científica e da filosofia secular do Naturalismo. Defensores do design inteligente alegam que a ciência não deveria ser limitada ao naturalismo e não deveria demandar a adoção de filosofias naturalistas que rejeitam automaticamente qualquer explicação que contenha causas sobrenaturais (pois o que parece sobrenatural ou milagroso é apenas o que ainda não se conhece a causa lógica). O objetivo principal do movimento é "derrotar [a] visão de mundo materialista" representada pela teoria da evolução em favor de "uma ciência consoante com convicções teístas e cristãs".
Phillip E. Johnson afirmou que o objetivo do design inteligente é de lançar o criacionismo como um conceito científico. Todos os principais defensores do design inteligente são filiados ou funcionários do Discovery Institute e o seu Centro para Ciência e Cultura. Praticamente todos os conceitos do design inteligente e o movimento associado são produtos do Discovery Institute, que guia o movimento seguindo sua estratégia da cunha enquanto conduz a sua campanha de Ensinar a Controvérsia e outros programas relacionados.
Alguns dos principais defensores do design inteligente já fizeram declarações conflitantes em relação ao design inteligente. Em declarações voltadas ao público em geral, eles afirmam que o design inteligente não é religioso; quando abordando cristãos conservadores que apóiam o movimento, eles afirmam que o design inteligente tem suas fundações na Bíblia. Reconhecendo a necessidade de apoio, o instituto afirma sua orientação cristã, evangélica: "Juntamente com um foco sobre os formadores de opinião influentes, temos também o objetivo de construir uma base de apoio popular entre os nosso circulo de constituintes, a saber, os cristãos. Fá-lo-emos essencialmente através de seminários apologéticos. É nossa intenção incentivar e dotar esses crentes com novas evidências científicas que suportam a fé, assim como "popularizar" as nossas ideias no âmbito mais lato da cultura."
Barbara Forrest, uma especialista que escreveu extensivamente sobre o movimento, liga esse comportamento aos objetivos ofuscantes do Discovery Institute devido a razões políticas. Ela já escreveu que as atividades do movimento "entregam uma verdadeira intenção agressiva e sistemática para promover não somente o criacionismo do design inteligente, mas a visão de mundo religiosa entrelaçada com ele".

### Religião e principais defensores
Embora os argumentos do design inteligente sejam formulados de maneira secular e intencionalmente evitam apontar a identidade do designer, a maioria dos principais defensores do design inteligente são cristãos e já afirmaram no passado que em suas opiniões o "designer" é Deus. Phillip E. Johnson, William Dembski, e Stephen C. Meyer são evangélicos protestantes; Michael Behe é católico romano; e Jonathan Wells, outro defensor importante, é um membro da Igreja da Unificação. Johnson já afirmou que cultivar ambigüidade ao empregar linguagem secular em argumentos que são meticulosamente desenvolvidos para evitar nuanças do criacionismo teísta é um primeiro passo necessário para finalmente reintroduzir o conceito cristão de Deus como o designer. Johnson alerta explicitamente os defensores do design inteligente a esconder suas motivações religiosas para evitar que o design inteligente seja identificado "como outra maneira de apresentar a mensagem evangélica cristã". ". Johnson enfatiza que "a primeira coisa que deve ser feita é tirar a Bíblia da discussão"; "depois que separamos o preconceito materialista do fato científico [...] somente aí assuntos bíblicos podem ser discutidos". Apesar disso, existem muitos seculares de direita que passaram a defender o design inteligente, apesar de não possuírem nenhuma especialização na área, como o Irving Kristol, de maneira que isso angariasse o apoio dos religiosos a ideologia neoconservadora.
A estratégia de deliberadamente disfarçar a intenção religiosa do design inteligente já foi descrita por William Dembski em seu livro "The Design Inference". Em seu trabalho Dembski lista um deus e uma "força de vida alienígena" como duas opções possíveis para a identidade do designer, entretanto, em seu livro "Intelligente Design: The Bridge Between Science and Theology", Dembski afirma que "Cristo é indispensável para qualquer teoria científica, mesmo que os praticantes não tenham a mínima ideia sobre ele. O pragmatismo de uma teoria científica pode, claro, ser perseguido sem se recorrer a Cristo. Mas a solidez conceitual da teoria no fim só pode ser localizada em Cristo". Dembski também afirmou que o "DI faz parte da revelação geral de Deus [...] Não somente o design inteligente nos livra dessa ideologia (materialismo), que sufoca o espírito humano, mas, em minha experiência pessoal, eu descobri que abre o caminho para pessoas chegarem a Cristo". Tanto Johnson quanto Dembski citam o evangelho de João como a fundação do design inteligente.
Barbara Forrest argumenta que tais declarações revelam que os principais defensores do design inteligente o veem como algo essencialmente religioso em natureza, e não somente como um conceito científico que apresenta implicações que fortuitamente coincidem com suas crenças religiosas particulares. Ela escreve que os principais líderes do design inteligente estão intimamente ligados com o movimento ultra-conservador reconstrutivista cristão. Ela lista conexões (atuais e passadas) de filiados do Discovery Institute como Phillip Johnson, Charles Thaxton, Michael Behe, Richard Weikart, Jonathan Wells e Francis Beckwith com líderes de organizações reconstrutivistas cristãs, e a extensão do financiamento fornecido ao Instituto por Howard Ahmanson Jr., uma figura importante no movimento reconstrutivista.

### Pesquisas de opinião
Várias pesquisas foram realizadas antes da decisão de dezembro de 2005 no caso Kitzmiller v. Dover, que buscavam determinar o nível de apoio do design inteligente entre certos grupos. De acordo com a pesquisa de 2005 da Harris Interactive, 10% dos adultos nos Estados Unidos viam os seres humanos como "tão complexos que eles necessitariam de uma força poderosa ou inteligência para ajudar em sua criação".
E embora as pesquisas realizadas pela Zogby e comissionadas pelo Discovery Institute apresentem um maior apoio, elas sofrem de falhas consideráveis, como ter uma baixa taxa de resposta (248 de 16.000), ser conduzida em nome de uma organização com um interesse explícito no desfecho da pesquisa, e por conter perguntas viciadas.
Uma pesquisa realizada em maio de 2005 com praticamente 1500 médicos nos Estados Unidos, conduzida pelo Louis Finkelstein Institute e o HCD Research, mostrou que 63% dos médicos concordam mais com a evolução do que com o design inteligente.

## Criando e ensinando a controvérsia
Uma estratégia chave do movimento do design inteligente é o de convencer o público em geral de que existe um debate entre cientistas sobre se a vida evoluiu, para assim convencer o público, políticos e líderes culturais de que as escolas deveriam "ensinar a controvérsia". O Discovery Institute, instituição que divulga informações sobre o Design Inteligente, publica uma lista de cientistas que concordam com a seguinte declaração:
Desse modo tenta demonstrar que um crescente número de cientistas tem adquirido coragem para questionar seriamente a Teoria da Evolução nos últimos anos, a lista contava com mais de 700 assinaturas em fevereiro de 2007.
Em primeiro plano vale ressaltar que a atitude cética deve ser sempre mantida por qualquer cientista, quer trate-se de evolução, quer trata-se de qualquer hipótese em qualquer teoria científica. Todas as ideias em ciência estão em contínuo e perpétuo teste, por fundamento constitutivo da ciência, o que por si só já justifica uma resposta positiva de qualquer cientista à afirmação proposta. Assumindo-se uma acepção mais radical ao termo cético na afirmação proposta, oponentes do design inteligente ainda fazem notar que menos da metade da lista é de biólogos evolucionários — o tipo de cientista que estaria familiarizado com as questões subjacentes e apto a se pronunciar com autoridade sobre o assunto. A declaração em si, apesar do que pode parecer ao público leigo, não constitui uma forte oposição (a rigor não constitui oposição) à evolução e poderia conforme proposta muito bem ser assinada por grande parte dos biólogos evolucionários: em geral eles concordam que a mutação e a seleção natural não respondem sozinhos pela complexidade da vida, havendo contribuição de outros mecanismos naturais, a exemplo seleção sexual; e a menção ao exame cuidadoso da evidência é apenas uma descrição da atitude profissional que os cientistas devem sempre ter. Além disso, afirmar tal "ceticismo" diante de tamanha quantidade de fatos convergentes com os quais conta a evolução sem apresentar sequer uma evidência contraditória aos moldes das válidas em estudos científicos (verificáveis) não abala cientificamente em nada a Teoria da Evolução.
E para demonstrar como é insignificante o número de assinaturas do documento publicado pelo Discovery Institute, foi feita uma paródia recolhendo assinaturas de cientistas que aceitam a Evolução e se chamam Steve, denominado Project Steve. Foram recolhidas mais de 1100 assinaturas, apenas de cientistas com esse nome.
Outro projeto recolhe assinaturas de padres, pastores, e clérigos que aceitam a Evolução, a lista já tem mais de 12 000 assinaturas.
Entretanto, tal debate não existe dentro da comunidade científica; o consenso científico é de que a vida evoluiu. O design inteligente é majoritariamente visto como um pretexto para a campanha de seus defensores contra a fundação materialista da ciência, que na concepção do movimento não deixa espaço para a possibilidade de Deus.
Defensores do design inteligente buscam manter Deus e a Bíblia fora da discussão, e apresentam o design inteligente na linguagem da ciência, como uma hipótese científica. Entretanto, entre o público em geral nos Estados Unidos, as preocupações principais são se a biologia evolucionária convencional é ou não compatível com a Bíblia, e sobre o que é ensinado nas escolas. A controvérsia pública recebeu uma grande cobertura da mídia americana, particularmente durante o julgamento de Kitzmiller v. Dover em 2005. Uma cobertura proeminente da controvérsia pública foi realizada pela revista Time com a história "Evolution Wars" (Guerras da Evolução), em 15 de agosto de 2005. A capa da reportagem faz a seguinte pergunta: "Deus tem um lugar na aula de ciência?" A decisão eventual da corte determinou que o design inteligente era uma posição religiosa e criacionista, e respondeu a pergunta apontada pela revista Time com uma firme negativa, concluindo que Deus e o design inteligente eram ambos distintos do material que deve ser mencionado em salas de aula de ciência.
A ciência empírica usa o método científico para criar conhecimento a posteriori baseado em observações factuais verificáveis e nos testes de hipóteses propostas como explicação, dando origem às teorias. Em essência os defensores do design inteligente design buscam mudar essa base fundamental da ciência ao eliminar o "naturalismo metodológico" da ciência e o substituí-lo com o que o líder do movimento do design inteligente, Phillip E. Johnson, chama de "realismo teísta". Alguns denominam essa abordagem como "supernaturalismo metodológico", que significa uma crença em uma dimensão não-natural, transcendente habitada por uma deidade não-natural e transcendente. Defensores do design inteligente argumentam que explicações naturalistas falham ao tentar explicar certos fenômenos e que as explicações sobrenaturais fornecem uma explicação simples e intuitiva para a origem do universo e da vida. Defensores alegam que a evidência para isso existe na forma da complexidade Irredutível e da complexidade especificada, que não podem ser explicadas por processos naturais.
Apoiadores do Design Inteligente também defendem que a neutralidade religiosa exige o ensino tanto da evolução quanto do design inteligente, afirmando que ensinar somente a evolução injustamente discrimina contra aqueles que possuem crenças criacionistas. Ensinar ambas, eles argumentam, permite a possibilidade de crenças religiosas, sem fazer com que o estado realmente promova tais crenças. Muitos seguidores do design inteligente acreditam que o "Cientificismo" em si é uma religião que promove o secularismo e o materialismo em uma tentativa de apagar o teísmo da vida pública, e eles veem o seu trabalho na promoção do design inteligente como uma maneira de retornar a religião ao seu papel central na educação e em outras esferas públicas. Alguns acreditam que esse debate mais amplo é frequentemente o subtexto para argumentos feitos sobre o design inteligente, embora outros notam que o design inteligente serve como um representante para as crenças religiosas de defensores proeminentes do design inteligente em seus esforços para avançar seus pontos de vista religiosos na sociedade em geral.
De acordo com críticos, o design inteligente não conseguiu apresentar um caso científico crível e é uma tentativa de ensinar religião nas escolas públicas, algo que a Constituição dos Estados Unidos proíbe devido a Clausula de Estabelecimento. Eles alegam que o design inteligente substituiu a pesquisa científica pelo apoio popular. Alguns críticos afirmam que se fossemos dar "tempo igual para todas as teorias" de verdade, não haveria limite lógico para o número de "teorias" potenciais que poderiam ser ensinadas no sistema público de ensino, incluindo até paródias do design inteligente como a "teoria" do Monstro de Espaguete Voador. Existem inúmeras explicações sobrenaturais mutuamente incompatíveis para a complexidade, e o design inteligente não fornece um mecanismo para discriminar entre elas. Além disso, um problema fundamental da aceitação do design inteligente como ciência é que as alegações do design inteligente não podem ser testadas.
Críticos apontam que os defensores do design inteligente não podem legitimamente inferir que o designer inteligente está por trás de partes de um processo que não é cientificamente compreendido, uma vez que eles não evidenciaram que um evento sobrenatural de fato ocorreu. A inferência de que um designer inteligente criou a vida na Terra, algo que o defensor do design William Dembski defendeu como podendo ser uma força de vida "et", já foi comparada com a alegação a priori de que ets ajudaram os antigos egípcios a construírem as pirâmides. Em ambos os casos, os efeitos dessa inteligência alienígena não são passíveis de repetição, não são observáveis ou falseáveis, e violam o princípio da parcimônia. De um ponto de vista estritamente empírico, alguém pode listar o que é conhecido sobre as técnicas de construção egípcia, mas também se precisa admitir ignorância acerca da maneira exata de como os egípcios construíram as pirâmides. 
Defensores do design inteligente vêm tentando buscar apoio de outros grupos religiosos com relatos similares de criação na esperança de que essa coalizão mais ampla terá maior influencia em apoiar uma educação científica que não contradiga suas crenças religiosas. Muitos grupos religiosos responderam a essa ação expressando seu apoio a evolução. A Igreja Católica já declarou que a fé religiosa é completamente compatível com a ciência, que é limitada a lidar somente com o mundo natural- uma posição conhecida como evolucionismo teísta. Além de apontarem que o design inteligente não é ciência, elas também o rejeitam por várias razões filosóficas e teológicas. Os argumentos do design inteligente também já foram criticados por mais de 10.000 clérigos que assinaram o "Clergy Letter Project" (Projeto Carta do Clérigo). Cientistas proeminentes que expressam crenças religiosas, como o astrônomo George Coyne e o biólogo Ken Miller, tem sido a vanguarda da oposição contra o design inteligente. Enquanto que organizações criacionistas têm agradecido o apoio do design inteligente contra o naturalismo, elas também criticam a recusa de identificar o designer, e já apontaram para as falhas anteriores do mesmo argumento.

### Definindo a ciência
O método científico é um corpo de técnicas para a investigação de fenômenos e obtenção de novo conhecimento sobre o mundo natural sem assumir a existência ou a não-existência do sobrenatural, uma abordagem algumas vezes chamada de naturalismo metodológico. Defensores do design inteligente acreditam que essa abordagem possa ser equalizada com o naturalismo metafísico materialista, e frequentemente alegam não somente que sua própria abordagem é científica, mas que seja ainda mais científica que a evolução, e por isso eles querem redefinir a ciência como um reavivamento e ressurgimento da teologia natural ou da filosofia natural para permitir "teorias não-naturalistas como o design inteligente". Essa situação apresenta um problema de demarcação, algo que na filosofia da ciência consiste em como e onde marcar as bordas ao redor da ciência. Para que uma teoria qualifique-se como científica, se espera que a mesma seja:
- Consistente
- Parcimoniosa (econômica em suas entidades propostas ou nas explicações, veja Navalha de Ockham)
- Útil (descreve e explica fenômenos observáveis, e pode ser usada para predizer outros fenômenos)
- Empiricamente testável e falseável (veja falseabilidade)
- Baseada em múltiplas observações, normalmente na forma de experimentos controlados passíveis de repetição.
- Sempre corroborada por número satisfatório de fatos verificáveis (esses contudo não necessariamente reprodutíveis).
- Passível de correção e dinâmica (é modificada em luz de novas evidências ou observações que não a suportem)
- Progressiva (refina teorias anteriores)
- Provisional ou tentativa (está aberta a experimentos que a testem, e não que afirmem a certeza da mesma)

Para que qualquer teoria, hipótese ou conjectura seja considera científica, ela precisa passar pela maioria, e idealmente em todos os critérios listados acima. Quanto menos critérios são atendidos, menos científica ela é; e se ela não passa pelos indispensáveis (entre eles a corroboração por fatos verificáveis e falseabilidade de todas as suas ideias; ver problema da demarcação) ou não passa em nenhum, então não pode ser tratada como científica em qualquer sentido significativo da palavra. Típicas objeções a alegação de que o design inteligente é uma ciência são sua falta de consistência, violação do princípio da parcimônia, não é cientificamente útil, não é falseável, não é passível de teste empírico, não é passível de correção, não é dinâmica, ou tentativa ou progressiva.
Críticos também afirmaram que a doutrina do design inteligente também não passa nos critérios do "Daubert Standard" (Padrão Daubert), o critério para evidências científicas exigido pela Suprema Corte dos Estados Unidos. O "Daubert Standard" governa que tipo de evidências podem ser consideradas científicas em uma corte federal dos Estados Unidos e na maioria das cortes estaduais. Seus quatro critérios são:
- Os alicerces teóricos do método precisam sustentar predições passíveis de teste por meios pelos quais a teoria possa ser falseada.
- Os métodos devem ser publicados de preferência em periódicos revisados por pares
- Deve haver uma taxa conhecida de erro para ser usada na avaliação dos resultados.
- Os métodos devem ser amplamente aceitos dentro da comunidade científica relevante.

No caso Kitzmiller v. Dover Area School District de 2005, usando os critérios acima entre outros, o Juiz Jones concordou com os querelantes, decidindo que "nós abordamos as questões seminais de se DI é ciência. E concluímos que ela não é, e, além disso, que o DI não pode desaclopar-se de seus antecedentes criacionistas, e conseqüentemente religiosos."

### Revisão por pares
A falha em seguir os procedimentos do discurso científico bem como a falha em submeter trabalhos à comunidade científica que se sustentem contra escrutínio tem pesado contra a aceitação do design inteligente como uma ciência valida. Até hoje, o movimento do design inteligente não obteve publicações de artigos em um periódico científico revisado por pares.
O design inteligente, ao apelar para um agente sobrenatural, diretamente entra em conflito com os princípios da ciência, que limita seus inquirimentos a dados empíricos observáveis e finalmente testáveis, que requerem que explicações sejam baseadas em evidências empíricas. Dembski, Behe e outros defensores do design inteligente afirmam que o preconceito da comunidade científica é o responsável pelo fracasso da publicação de suas pesquisas. Defensores do design inteligente acreditam que seus escritos são rejeitados por não se conformarem a mecanismos não-naturais e puramente naturalísticos ao invés de serem rejeitados por não estarem aptos aos “padrões de periódicos científicos”, tendo assim o mérito de seus artigos subestimados. Alguns cientistas descrevem essa alegação como uma teoria da conspiração. Michael Shermer crítica a alegação, notando que “Qualquer pessoa que acha que cientistas não questionam o Darwinismo nunca foi a uma conferência evolucionária.” Ele cita que cientistas como Joan Roughgarden e Lynn Margulis já desafiaram certas teorias Darwinistas e ofereceram suas próprias explicações e apesar disso eles “não foram perseguidos, ostracizados, despedidos e nem expulsos. Por quê? Porque eles estavam fazendo ciência, não religião.” A questão de que explanações sobrenaturais não se conformam com o método científico tornou-se um ponto principal para o design inteligente na década de 1990, sendo comentado na estratégia da cunha como um aspecto da ciência que precisa ser desafiado antes que o design inteligente possa ser aceito por uma grande parte da comunidade científica.
O debate sobre se o design inteligente produz novas pesquisas, como qualquer ramo científico deve fazer, e se tentou legitimamente publicar suas pesquisas, é extremamente controverso. Tanto críticos quanto defensores apresentam inúmeros exemplos para sustentarem seus casos. Por exemplo, A Templeton Foundation, uma ex-financiadora do Discovery Institute e uma das principais patrocinadoras de projetos que buscam reconciliar ciência e religião, afirmou que pediu aos defensores do design inteligente que enviassem propostas para pesquisas, mas nenhuma foi enviada. Charles L. Harper Jr., vice-presidente da fundação, disse que: “Do ponto de vista do rigor e seriedade intelectual, o pessoal do design inteligente não se sai muito bem em nosso mundo da revisão científica”.
O único artigo publicado em um periódico científico revisado por pares que apresentava um caso a favor do design inteligente foi escrito pelo Diretor do Centro para Ciência & Cultura do Discovery Institute Stephen C. Meyer. Ele foi publicado no periódico Proceedings of the Biological Society of Washington em agosto de 2004, na época organizado pelo editor Richard Sternberg. O artigo foi uma revisão bibliográfica, o que significa que não apresentava pesquisas novas, mas ao invés disso citações selecionadas e alegações de outros artigos para argumentar que a Explosão cambriana não poderia ter ocorrido através de processos naturais. Além do artigo ter sido rapidamente retirado pela editora por ter circunavegado as exigências do periódico, o lugar de sua publicação foi considerado problemático, pois seu assunto amplamente desviava-se do escopo do periódico (veja Controvérsia da revisão por pares de Sternberg). Dembski escreveu que “talvez a melhor razão [para ser cético em relação a suas ideias] é que o design inteligente ainda não se estabeleceu como um prospero programa de pesquisa científica”. Ainda assim,  Sternberg afirmou que todos os protocolos para uma publicação deste tipo foram rigorosamente seguidos. E que seguindo a exposição do caso na mídia ele foi constantemente molestado e pressionado a sair de sua posição no Museu Nacional de História Natural do Instituto Smithsoniano. Ele declarou:
Respondendo as alegações de Sternberg, seu supervisor no Smithsonianm, Jonathan Coddington, repondeu publicamente, disputando a versão dos eventos de Sternberg. Coddington afirmou que Sternberg não fora demitido, e que nem era um empregado remunerado do Smithsonian. Ele não foi alvo de discriminação e permaneceu servindo no museu até a época da controvérsia.
Em uma entrevista em 2001, Dembski afirmou que parou de enviar seus trabalhos a periódicos científicos em razão da lerdeza da publicação, preferindo publicar livros que geram renda e permitem uma exposição maior de suas ideias.
No julgamento de Dover, o juiz concluiu que o design inteligente não apresenta pesquisas ou testes científicos. Durante o caso, defensores do design inteligente citaram apenas um artigo, sobre modelação situacional por Behe e Snoke, que não menciona a complexidade irredutível nem o design inteligente, e que Behe admitiu que não eliminava mecanismos evolucionários. Durante seu depoimento, entretanto, Behe declarou: “Não existem artigos publicados revisado por pares que defendam o design inteligente com cálculos ou experimentos pertinentes que forneçam relatos detalhados e rigorosos de como o design inteligente de qualquer sistema biológico ocorreu”. Como resumido pelo juiz do caso Dover, Behe admitiu que não existem artigos revisados por pares que apóiem as alegações do design inteligente ou da complexidade irredutível. Em sua decisão, o juiz escreveu: “Um indicador final de como o DI falhou ao demonstrar garantia científica é a completa falta de publicações revisadas por pares que apóiem a teoria.”
Apesar disso, o Discovery Institute continua a insistir que um número de artigos foram publicados em periódicos científicos, incluindo em sua lista o mencionado acima. Críticos, em sua maioria membros da comunidade científica, rejeitam essa alegação, notando que nenhum periódico científico estabelecido publicou um artigo sobre o design inteligente. Ao invés disso, defensores do design inteligente criaram seus próprios periódicos com “revisão por pares” que pecam pela falta de imparcialidade e rigor, consistindo inteiramente de defensores do design inteligente.

### Inteligência como uma qualidade observável
A expressão "design inteligente" supõe uma alegada qualidade objetiva de uma inteligência observável, um conceito que não possui uma definição de consenso científico. William Dembski, por exemplo, já escreveu que “[a] inteligência deixa para trás uma assinatura característica”. As características da inteligência são assumidas pelos defensores do design inteligente como observáveis mesmo sem especificar exatamente quais os critérios de medição que deveriam ser usados. Dembski, ao invés disso, afirma que “em ciências especiais indo da medicina legal a arqueologia até ao SETI (sigla em inglês para Search for Extra-Terrestrial Intelligence, que significa Busca por Inteligência Extraterrestre), o apelo para uma inteligência criadora é indispensável”. Como esse apelo é feito e como ele implica a definição de inteligência são tópicos que ainda não foram respondidos. Seth Shostak, um pesquisador do Instituto SETI, critica a comparação de Dembski entre o SETI e o design inteligente, dizendo que defensores do design inteligente baseiam suas inferências de design na complexidade – sendo o argumento a alegação de que alguns sistemas biológicos são complexos demais para terem sido formados por processos naturais – enquanto os pesquisadores do SETI estão primariamente em busca de artificialidade.
Críticos afirmam que os métodos de detecção propostos pelos defensores do design inteligente são radicalmente diferentes das detecções de design convencionais, e assim debilitam os elementos chave que tornariam o design inteligente possível como ciência legítima. Defensores do DI propõem tanto a busca por um designer sem qualquer conhecimento acerca de suas habilidades, parâmetros ou intenções (o que cientistas sabem ao procurar por resultados da inteligência humana), quanto a negação da distinção essencial entre o design natural/artificial que permite aos cientistas comparar artefatos de design complexo contra o pano de fundo da complexidade encontrada na natureza.
Como uma forma de criticismo, certos céticos apontam para um desafio ao design inteligente derivado dos estudos da inteligência artificial. A crítica é um contra-argumento contra as afirmações  acerca do que faz um design inteligente, especificamente a de que “nenhum dispositivo pré-programado pode ser realmente inteligente, e a inteligência é irredutível a processos naturais”. Essa afirmação é similar a um tipo de suposição relacionada ao dualismo cartesiano, que defende uma separação estrita ente a “mente” e o Universo material. Entretanto, em estudos de inteligência artificial, enquanto ainda existe uma suposição implícita que a suposta “inteligência” ou criatividade de um programa de computador é determinada pelas capacidades dadas a ele pelo programador, a inteligência artificial não precisa necessariamente ficar presa a um sistema de regras inflexível. Ao invés, se um programa de computador tem a capacidade de acessar a aleatoriedade como uma função, isso permite efetivamente uma inteligência flexível, criativa e adaptativa. Algoritmos evolutivos, um sub-ramo de aprendizagem de máquinas (sendo esse um sub-ramo da inteligência artificial), são usados para demonstrar matematicamente que a aleatoriedade e a seleção podem ser usadas para “evoluir” estruturas complexas, altamente adaptativas que não são explicitamente projetadas pelo programador. Algoritmos evolucionários usam uma metáfora darwiniana de mutação aleatória, seleção e sobrevivência dos mais aptos para resolver problemas científicos e matemáticos distintos que normalmente são insolúveis usando métodos de resolução convencionais. Inteligência derivada da aleatoriedade é essencialmente indistinguível da inteligência “inata” associada a organismo biológicos, e portanto apresenta uma objeção a concepção do design inteligente que afirma que a inteligência em si requer necessariamente um designer. A ciência cognitiva continua a investigar a natureza da inteligência ao longo dessas linhas de inquirimento. A comunidade do design inteligente, na maior parte do tempo, se apóia no pressuposto de que a inteligência é facilmente perceptível como uma propriedade fundamental e básica de sistemas complexos.

### Argumentos da ignorância
Eugenie Scott, junto a Glenn Branch e outros críticos, argumentam que muitos pontos levantados pelos defensores do design inteligente são argumentos da ignorância. Na falácia lógica do argumento da ignorância, a falta de evidência para uma proposição é erroneamente argumentada como prova para a exatidão de outra proposição. Scott e Branch afirmam que o design inteligente é um argumento da ignorância porque ele se sustenta na falta de conhecimento para gerar suas conclusões: na falta de explicações naturais para certos aspectos específicos da evolução, assume-se uma causa inteligente. Eles sustentam que a maioria dos cientistas explicariam que o que não é explicado não é inexplicável, e que “nós não sabemos ainda” é uma resposta bem mais apropriada do que invocar uma causa fora da ciência. Particularmente, a demanda de Michael Behe por explicações cada vez mais detalhadas da evolução histórica de sistemas moleculares parece supor uma falsa dicotomia, onde a evolução ou o design inteligente é a explicação apropriada, e qualquer aparente falha da evolução se torna uma vitória para o design. Em termos científicos, a “ausência de evidência não é evidência de ausência” de explicações naturais para características observáveis de organismos vivos. Scott e Branch também argumentam que as supostas novas contribuições propostas pelos defensores do design inteligente não serviram de base para nenhuma pesquisa científica produtiva.
O design inteligente também já foi classificado como um argumento do “Deus das lacunas”, que segue a seguinte forma:
- Existe uma lacuna no conhecimento científico
- A lacuna é preenchida com atos de Deus (ou um designer inteligente) e, portanto prova a existência de Deus (ou do designer inteligente)
- As Fraudes do Design Inteligente são comuns nos textos redigidos por adeptos do movimento: Eles constroem textos para promover a ignorância e usam citações de artigos científicos ou livros fora do contexto para dar suporte às alegações pseudocientíficas.[carece de fontes?]

O argumento do deus das lacunas é a versão teológica do argumento da ignorância. Uma característica chave do argumento é que ele meramente responde questões impressionantes com explicações (normalmente sobrenaturais) que são inverificáveis e no final das contas também sujeitas a questões irrespondíveis.
No entanto, os defensores do DI contra argumentam dizendo que acusá-los de usar a falácia do Deus das lacunas, é simplificar o Design Inteligente e entendê-lo de forma errada. Afirmam que o argumento do deus das Lacunas acontece quando alguém acredita erroneamente que Deus provocou um fato quando, na realidade, o fato foi causado por um fenômeno natural não descoberto. Um exemplo seria quando as pessoas acreditavam que os relâmpagos eram causados diretamente por Deus. Havia uma lacuna no conhecimento sobre a natureza e, assim, atribuía-se os efeitos a Deus.
Entretanto, os defensores do DI dizem que ao concluírem que a inteligência criou a primeira célula ou cérebro humano, não o fazem porque simplesmente carecem da comprovação de uma explicação natural. Ao contrário, o fazem porque sustentam que têm evidências positivas e empiricamente detectáveis que apontam para uma causa inteligente. Afirmam que quando dectamos uma mensagem - tal como "Leve o lixo para fora - Mamãe" ou mil enciclopédias - sabemos que elas devem ter vindo de um ser inteligente porque todas as nossas experiências de observação dizem que as mensagens vêm apenas de seres inteligentes. Ou seja, em todas as ocasiões em que são  observadas mensagens, descobrem-se que ela vem de seres inteligentes.  Assim, juntando essa ideia com o fato que nunca observamos leis naturais criando mensagens e que, não há lei natural capaz de explicar a complexidade irredutível, concluem, dessa forma, que um ser inteligente é a causa dessa mensagem. Isto, segundo se defendem, é uma conclusão científica válida, baseada na observação e na repetição. Não é um argumento baseado na ignorância nem na "lacuna" do conhecimento.

## O caso Kitzmiller
O caso Kitzmiller v. Dover Area School District foi a primeira contestação trazida perante uma corte federal dos Estados Unidos contra um distrito escolar público que exigia a apresentação do design inteligente como uma alternativa a evolução. Os querelantes argumentaram com sucesso que o design inteligente é uma forma de criacionismo, e que a política do conselho escolar consequentemente violava a Cláusula de Estabelecimento da Primeira emenda da constituição dos Estados Unidos.
Onze pais de estudantes em Dover, Pennsylvania, processaram o Distrito escolar da área de Dover devido a uma declaração que o conselho escolar exigia que fosse lida em voz alta em aulas de ciência da nona série sempre quando evolução fosse ensinada. Os querelantes foram representados pela American Civil Liberties Union (União Americana pelas Liberdades Civis, ACLU sigla em inglês), a Americans United for Separation of Church and State (Americanos Unidos pela Separação da Igreja e Estado, AU sigla em inglês), e pela Pepper Hamilton LLP. O  National Center for Science Education ( Centro Nacional pela Educação Científica, NCSE sigla em inglês) participou como consultor dos querelantes. Os réus foram representados pelo Thomas More Law Center (Centro de Direito Thomas More). O processo foi julgado em um caso sem júri de 26 de setembro de 2005 a 4 de novembro de 2005 perante o juiz John E. Jones III. Ken Miller, Kevin Padia, Brian Alters, Robert Pennock, Barbara Forrest e John Haught serviram como testemunhas especialistas para a acusação. Michael Behe, Steve Fuller e Scott Minnich serviram como testemunhas especialistas para a defesa.
Em 20 de dezembro de 2005 o Juiz Jones emitiu seu "ponto de fato e decisão" de 139 páginas, julgando que o mandato de Dover era inconstitucional, e também restringindo o design inteligente de ser ensinado em aulas de ciência das escolas públicas fundamentais do distrito da Pennsylvania. Os oito membros do conselho escolar de Dover que votaram a favor da exigência do design inteligente foram todos derrotados na eleição de 8 de novembro de 2005 por concorrentes que eram contra o ensino do design inteligente em aulas de ciência, e o atual presidente do conselho escolar já afirmou que o conselho não tem nenhuma intenção de apelar a decisão.
Em sua constatação dos fatos, Juiz Jones realizou as seguintes condenações da estratégia conhecida como Ensinar a Controvérsia:

### Reação
O próprio Juiz Jones antecipou que seu julgamento seria criticado, dizendo o seguinte em sua decisão:
Como Jones previu, John G. West, Diretor Associado do Centro para Ciência e Cultura no Discovery Institute, afirmou: "A decisão sobre o caso Dover é uma tentativa de um juiz ativista de parar a difusão de uma ideia científica e de até prevenir criticismo acerca da evolução darwiniana através de censura imposta pelo governo ao invés de um debate aberto, e isso não vai funcionar. Ele confundiu a posição do Discovery Institute com o do Conselho escolar de Dover, e ele erroneamente interpretou o design inteligente e os motivos dos cientistas que o pesquisam".
Vários jornais notaram com certo interesse que o juiz é "um Republicano e um assíduo participante de sua igreja".
Subsequentemente, a decisão foi examinada em busca de erros em sua conclusão, em parte por defensores do design inteligente buscando evitar futuras derrotas na justiça. Na primavera de 2007 a University of Montana Law review publicou três artigos. No primeiro, David K. DeWolf, John G. West e Casey Luskin, todos membros do Discovery Institute, argumentaram que o design inteligente é uma teoria científica válida, que a corte de Jones não deveria ter abordado a questão de se o DI era ou não uma teoria científica, e que a decisão em Kitzmiller não terá nenhum efeito no desenvolvimento e na adoção do design inteligente como uma alternativa ao padrão, a teoria da evolução. No segundo, Peter Irons respondeu, argumentando que a decisão foi extremamente bem raciocinada e apresentava a sentença de morte dos esforços do design inteligente de introduzir o criacionismo em escolas públicas, enquanto que no terceiro, DeWolf el al responderam os pontos feitos por Irons. Entretanto, o medo de um processo similar fez com que outros conselhos escolares abandonassem propostas de "ensinar a controvérsia" do design inteligente.

## Status fora dos Estados Unidos

### Europa
Em junho de 2007, o “Comitê sobre Cultura, Ciência e Educação” do Conselho da Europa emitiu um relatório, "The dangers of creationism in education" (Os perigos do criacionismo na educação), que afirmava que “[O] Criacionismo em qualquer uma de suas formas, tal como o ‘design inteligente’, não é baseado em fatos, não usa de racionalização científica e seus conteúdos são pateticamente inadequados para aulas de ciências”. . Ao descrever os perigos atribuídos ao ensino do criacionismo para a educação, o relatório descreveu o design inteligente como “anticiência” que envolve “fraude científica flagrante” e “dissimulação intelectual” que “macula a natureza, objetividade e limites da ciência” e o liga bem como outras formas de criacionismo ao negacionismo. Em 4 de outubro de 2007, a Assembleia Parlamentar do Conselho da Europa aprovou uma resolução declarando que escolas deveriam “resistir a apresentações de ideias criacionistas em qualquer disciplina que não seja religião”, incluindo o “design inteligente” que é descrito como “a última, e mais refinada versão do criacionismo”, “apresentado de uma forma mais sutil”. A resolução dá ênfase que o objetivo do relatório não é o de questionar ou de combater uma crença, mas o de “alertar contra certas tendências de passar uma crença como ciência”.
No Reino Unido, a educação pública inclui Educação Religiosa como um assunto compulsório, e muitas “escolas religiosas” ensinam o ethos particular de suas respectivas denominações. Quando foi revelado que um grupo chamado Truth in Science (Verdade na Ciência) havia distribuído DVDs produzidos pela afiliada do Discovery Institute, Illustra Media apresentando membros do Discovery Institute defendendo o caso do design inteligente na natureza, além da alegação de que os DVDs haviam sido usados por 59 escolas, o Department for Education and Skills (DfES) afirmou que “Nem o criacionismo ou o design inteligente são ensinados como assunto nas escolas, e não são especificados no currículo de ciências” (parte do Currículo Nacional que não se aplica a escolas independentes ou a Educação na Escócia). O DfES subsequentemente afirmou que o “design inteligente não é uma teoria científica reconhecida; logo, não está incluída no currículo de ciências”, mas abriu a possibilidade do DI ser explorado na educação religiosa em relação a diferentes crenças, como parte do sílabo desenvolvido pelos conselhos consultivos locais de educação religiosa. Em 2006 a Qualifications and Curriculum Authority (Autoridade de Qualificações e Currículos) produziu uma unidade modelo de Educação Religiosa onde os estudantes podem aprender sobre visões religiosas e não religiosas acerca do criacionismo, do design inteligente e da evolução por meio da seleção natural.
Em 25 de junho de 2007, o Governo do Reino Unido respondeu uma “e-petition” dizendo que o criacionismo e o design inteligente não deveriam ser ensinados como ciência, entretanto se esperaria que professores respondessem as perguntas de seus alunos com o arcabouço padrão das teorias científicas estabelecidas. Em 18 de setembro de 2007 foi publicado um detalhado guia de ensino criacionista governamental para escolas na Inglaterra. No documento era dito que o “design inteligente reside totalmente fora da ciência”, não possui princípios científicos centrais, ou explicações, e não é aceito pela totalidade da comunidade científica. Embora não deva ser ensinado como ciência, “questões acerca do criacionismo e do design inteligente que são levantadas em aulas de ciência, por exemplo, como consequência da cobertura da mídia, podem apresentar a oportunidade de explicar ou explorar o porquê de ambos não serem considerados teorias científicas, e no contexto certo, o porquê da evolução ser considerada uma teoria científica”. Entretanto, “Professores de matérias como RE, história ou cidadania podem lidar com criacionismo e design inteligente em suas lições”.
O grupo de lobbying British Centre for Science Education (Centro Britânico para Educação Científica) tem como objetivo “opor-se ao criacionismo dentro do Reino Unido” e já se envolveu em lobbying governamental no Reino Unido em relação a esse assunto. Entretanto, na Irlanda do Norte o Partido Unionista Democrático (em inglês Democratic Unionist Party, DUP) alega que o currículo revisado fornece uma oportunidade para o ensino de teorias alternativas, e vem buscando garantias de que estudantes não perderão nota ao responder perguntas científicas com respostas com cunho criacionista/design inteligente. Em Lisburn o DUP conseguiu fazer com que o Conselho da Cidade escrevesse para escolas pós-primarias perguntando quais eram seus planos em relação ao desenvolvimento de material de ensino relacionado a “criação, ao design inteligente e outras teorias sobre a origem”.
Nos Países Baixos, planos desenvolvidos pela Ministra da Educação Maria van der Hoeven de “estimular um debate acadêmico” sobre o assunto em 2005 causaram uma grande reação pública negativa. Depois das eleições de 2007 ela foi sucedida por Ronald Plasterk, que foi descrito como um “geneticista molecular, ateísta ferrenho e oponente do design inteligente”.
Como uma reação a situação nos Países Baixos, na Bélgica, o Presidente do Conselho Educacional Católico Flamengo (VSKO em neerlandês) Mieke Van Hecke declarou que: “Cientistas católicos já aceitam a teoria da evolução há um longo tempo e que o design inteligente e o criacionismo não pertencem a escolas católicas flamengas. Não é a função dos políticos de introduzir novas ideias, essa é a função e o objetivo da ciência”.

### Brasil
Em parceria com o Discovery Institute, a Universidade Presbiteriana Mackenzie criou o "Núcleo Discovery-Mackenzie" para promover o design inteligente no Brasil. Segundo seu coordenador, Marcos Nogueira Eberlin, professor de química na Unicamp, o núcleo visa a "avaliação crítica das duas possibilidades". A criação do núcleo gerou protestos de vários cientistas, dentre eles o de Fábio Raposo do Amaral, ex-aluno de biologia da Universidade Mackenzie que é professor do Departamento de Ecologia Evolutiva da UNFESP. Amaral conclamou o curso de biologia da universidade a se posicionar contra o núcleo. Na revista Science essa parceria foi considerada como uma ameaça à educação no Brasil.
Em 24 de janeiro de 2020, o professor Benedito Guimarães Aguiar Neto, a partir de uma publicação no Diário Oficial União (DOU), assumiu oficialmente a presidência da Coordenação de Aperfeiçoamento de Pessoal de Nível Superior (Capes).  Aguiar Neto é, abertamente, defensor do Desenho Inteligente. "Queremos colocar um contraponto à teoria da evolução e disseminar que a ideia da existência de um design inteligente pode estar presente a partir da educação básica, de uma maneira que podemos, com argumentos científicos, discutir o criacionismo" afirmou após sua nomeação. A Capes e seu presidente foram alvos de críticas. Sandro José de Souza, professor da Universidade Federal do Rio Grande do Norte (UFRN), afirmou, em entrevista à TV Globo, que o criacionismo é retrógrado: “É lamentável. O criacionismo é um dos aspectos mais retrógrados da atualidade. É equivalente a pensarmos, por exemplo, que a Terra é plana. Existe um tipo de criacionismo que acredita que a Terra é plana”. A Science também se pronunciou sobre o caso e disse que a nomeação de um defensor do criacionismo para a presidência do órgão que avalia os programas de estudo de graduação no Brasil “deixou cientistas preocupados sobre a interferência da religião na ciência e na política educacional”. “Design inteligente não é ciência. Mas, ao se travestir de ciência, ele prioriza pesquisas científicas que comprovem que isso é ciência. Não estão comprovando coisa nenhuma, mas se gasta dinheiro — dinheiro público e dinheiro que poderia ser investido em ciência de verdade”, disse Natalia Pasternak, presidente do Instituto Questão de Ciência, sobre o ocorrido. E o Núcleo de Apoio à Pesquisa em Educação, Divulgação e Epistemologia da Evolução Charles Darwin, da Universidade de São Paulo, afirma que “o processo evolutivo seja a melhor explicação para os fenômenos da vida" e acrescentou, ainda, que é "uma conclusão aceita há mais de um século e atualmente endossada inclusive por muitas instituições religiosas, como o Vaticano”. Mario Aguiar, em sua defesa, usou a liberdade de cátedra e afirma que sem ela "não há nem a criatividade intelectual, nem as soluções dos problemas nacionais” e acrescentou: “O fomento à apropriação e ao desenvolvimento do conhecimento científico e tecnológico para soluções de problemas nacionais serão prioridades em minha gestão”.

### Em outras regiões
O criacionismo possui grande influência política em vários países islâmicos, visões antievolucionárias são consideradas mainstream e apresentam considerável apoio oficial, apoio das elites bem como de teólogos acadêmicos e cientistas. Em geral, criacionistas muçulmanos fazem parcerias com o Institute for Creation Research por ideias e materiais que eles posteriormente adaptam para suas próprias posições teológicas. Similarmente, também foi usado material antievolutivo sobre o design inteligente. Muzaffar Iqbal, um notável muçulmano do Canadá, assinou a lista de Dissidentes do Darwinismo do Discovery Institute. Ideias similares ao design inteligente são consideradas opções intelectualmente respeitáveis entre muçulmanos, e na Turquia muitos livros sobre o design inteligente foram traduzidos. Em 2007 em Instambul, encontros públicos promovendo o design inteligente foram patrocinados pelo governo local, e David Berlinski, do Discovery Institute, foi um dos palestrantes principais em um encontro em maio de 2007.
O status do design inteligente na Austrália é bem similar ao do Reino Unido. Quando o ex-Ministro da Educação Federal Brendan Nelson levantou a noção do ensino do design inteligente em aulas de ciências, os protestos da população fizeram com que o ex-ministro rapidamente se retratasse ao afirmar que o correto fórum do design inteligente, se ele fosse ensinado, seria em aulas de religião ou filosofia.